# Ивано-Франковский национальный медицинский университет
Ива́но-Франко́вский национа́льный медици́нский университе́т (укр. Івано-Франківський національний медичний університет) — медицинский высшее учебное заведение в Ивано-Франковске. Общая численность студентов — около 11000 человек. В ИФНМУ 54 кафедры. Общая численность профессорско-преподавательского состава — 1050 штатных единиц. Из них 480 кандидатов наук, 327 доцентов, 102 профессоров и докторов наук.

## История университета
Ивано-Франковский национальный университет (тогда Станиславский государственный медицинский институт) основан 6 октября 1945 года. К тому времени в институте насчитывалось 395 студентов и 47 преподавателей, среди которых было лишь несколько докторов и кандидатов наук, функционировало 14 теоретических и 2 клинические кафедры. Уже через 10 лет в вузе стало 12 профессоров, докторов наук, а количество студентов превысило 1000 человек. В 1962 с переименованием города институт также переименовали в Ивано-Франковский государственный медицинский институт; c 1994 — медицинская академия; с 27 ноября 2008 — национальный университет.
Начиная с 1945 года, подготовлено более 20000 врачей, 5 тысяч из них работают в Ивано-Франковской области.
Состоянием на 2010 год университет на 39 месте среди лучших 200 вузов Украины.

### Исторические здания

#### Центральный корпус

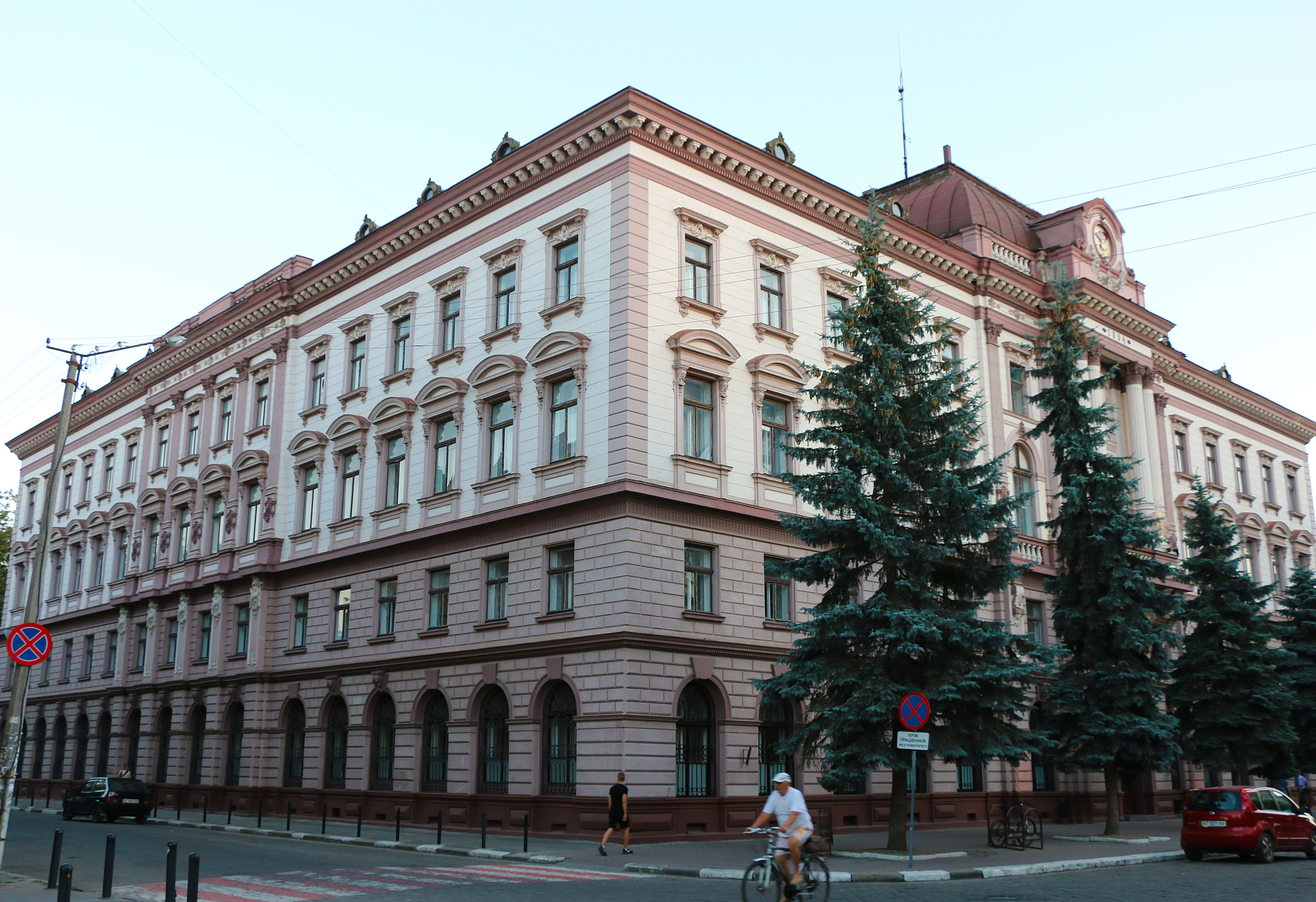
Центральный корпус

Первым директором Станиславской дирекции железных дорог был назначен шеф департамента генеральной дирекции железных дорог в Вене Людвик Вежбицкий 1894—1897, впоследствии шеф Львовской дирекции. В 1897—1905 город построил для дирекции путей импозантное четырёхэтажное каменное здание, которое сдал ей в аренду. Строительство было проведено в невероятно короткий срок. Оно было начато 3 июля 1893, а уже 1 июля 1894 в строгом соответствии с соглашением состоялось торжественное открытие. Итак, сооружение масштабного здания длилось менее года — 363 дня. Архитектором был Эрнест Баудиш.
В 1914 сюда перешёл магистрат, а в 1921—1935 в доме разместилось управление Станиславивского воеводства, а в 1935—1939 его сменила казначейская палата.
Построенный в неоренессансном стиле, кирпичный, четырёхэтажный, в форме каре, с богатой лепниной. Внутри здания на данный момент лепнина сохранилась только в кабинете ректора. Первый этаж в виде рустики. Второй и третий этажи отделены тягами. Окна первого этажа полуциркульные, второго — прямоугольные, использованные лучковые и прямые сандрики. Во время строительства это было второе в городе четырёхэтажное здание и один из двух домов-колодцев (см. двор-колодец). Также на данный момент это единственное в Ивано-Франковске здание, окруженное с четырёх сторон автомобильной дорогой и таким образом находящееся, как будто «на острове».
После создания Медицинского института в 1945 дом отдан под его центральный корпус.

#### Анатомический корпус

Список видных деятелей, учившихся в бывшей гимназии (теперь анатомическом корпусе ИФНМУ)

Это строение 1744 изначально было школой иезуитов, позже гимназией и средней школой, а с 1945 перешло к медуниверситету. В 1963 морфокорпус стал памятником национального значения.
Примечательно оно в гимназиальный период тем, что в нём в своё время учились выдающиеся ученики. Во-первых, это Францишек Карпинский — польский поэт, драматург; представитель сентиментализма; И. Н. Вагилевич — один из первых украинских литераторов Западной Украины; Могильницкий А. Л. — галицко-русский поэт, писатель, общественный и политический деятель; О. С. Терлецкий — галицкий политический деятель, публицист и литературовед и В. М. Гнатюк — украинский этнограф, фольклорист, лингвист, литературовед, искусствовед, переводчик, общественный деятель, член-корреспондент Петербургской Академии наук (1902), академик Всеукраинской академии наук (ВУАН) (1924), член Чешской академии наук, словесности и искусств (1905) и Венской Академии наук.

#### Библиотека
Это здание было построено в 1827 для военной канцелярии гарнизона и как гауптвахта. После пожара 1868 здание отстроили по проекту архитектора В. Мюльна (1871—1872). На первом этаже открыли торговый центр (в народе называемый «городским базаром»), на втором (где сейчас читальный зал) — зал для торжественных событий, также используемый, как казино. В своё время в этом зале выступал Иван Франко.

## Список ректоров
Значительный вклад в развитие университета внесли его ректоры: профессор Савицкий Иван Владимирович (1945—1947), выпускник Одесского медицинского института, первый ректор, первый заведующий областного отдела здравоохранения и первый заведующий кафедрой медицинской химии.
Доцент Сушко Алексей Авксентьевич (1947—1948) — выпускник Киевского медицинского института, доцент кафедры анатомии человека. Был освобожден со всех постов за связь с ОУН-УПА.
Доцент Антонов Юрий Георгиевич (1949—1951) — выпускник Днепропетровского медицинского института, доцент кафедры госпитальной хирургии, в дальнейшем — профессор, известный ученый-хирург.
Профессор Лаврик, Семён Семёнович (1952—1953) — выпускник Винницкого медицинского института, в дальнейшем — ректор Киевского медицинского института.
Академик Г. А. Бабенко — (1954—1980) — выпускник Донецкого медицинского института, основатель биохимической школы, автор 350 научных работ, 4 монографий; подготовил 32 докторов и свыше 170 кандидатов наук. На протяжении 40 лет — научный руководитель проблемной лаборатории «Микроэлементы в медицине».
Профессор Дехтяр Анатолий Леонтьевич — окончил Одесский медицинский институт, возглавлял медицинский институт с 1980 по 1987.
Академик Е. М. Нейко — (1987—2010) — основатель прикарпатской школы терапевтов, академик Академии медицинских наук Украины (1997), лауреат Государственной премии Украины в области науки и техники (1992), заслуженный работник высшей школы УССР (1988).
Профессор Любомир Владимирович Глушко (2010—2011) — и. о. ректора, выпускник ИФГМИ (1976), автор 270 печатных работ, 4 учебников та 12 пособий; подготовил 10 кандидатов та 2 доктора медицинских наук.
Профессор Николай Михайлович Рожко (с 14 апреля 2011) — выпускник ИФГМИ, Заслуженный деятель науки и техники Украины.
Профессор Роман Иванович Яцишин (с 26 января 2024) — выпускник ИФГМИ, заслуженный доктор Украины, декан факультету медицины, выбраны ректором университету 26 января 2024 года

## Другие известные учёные университета
На определённых этапах развития университета весомый вклад в его развитие и укрепление внесли ученые — профессора и доценты. Это профессор Гарагашьян Ара Арменакович — организатор и участник борьбы с эндемией зоба на Прикарпатье; профессор Верхратский, Сергей Аврамович — заведующий кафедрой госпитальной хирургии, известный своими научными работами по хирургии и истории медицины; заслуженный деятель науки, лауреат премии им. В. П. Воробьева, доктор медицинских наук, профессор Мельман Ефим Петрович, автор 250 научных работ, 6 монографий, который подготовил 58 докторов и кандидатов медицинских наук, основатель морфологической школы университета; абдоминальный хирург профессор Сенютович Василий Федорович.

## Прикарпатская терапевтическая школа
Прикарпатская терапевтическая школа — неформальная группа врачей-терапевтов, которая работает при ИФНМУ начиная с 1980-х годов под руководством Е. М. Нейко.
Первая на территории современной Украины терапевтическая школа была создана в конце XIX века в Киеве Ф. Г. Яновский, В. П. Образцов и Н. Д. Стражеско. Главными её достижениями были: разработка новых методов физикального обследования, исследования в области гастроэнтерологии и пульмонологии, но среди них ключевой была кардиология. Её вопросы разрабатывали В. П. Образцов и Н. Д. Стражеско со своїми учениками. Они впервые глубоко проанализировали клинику тромбоза коронарных артерий, исчёрпывающе описали его клинику и диагностику.
Среди представителей этой школы на Прикарпатье работали А. Д. Аденский-Пинчук — врач-кардиолог, автор настольной книжки для терапевтов «Спутник терапевта», первый заведующий кафедрой терапии в СГМУ, Я. В. Борин и М. Л. Авиосор — известный врач-кардиолог, изучавший ХСН и циркуляторную дистрофию головного мозга. Считается, что именно М. Л. Авиосор оказал наибольшее влияние на дальнейшее образование школы.
Тогда учёные СГМИ работали над важной для Западной Украины темой эндемического зоба.
Их последователями можно считать М. П. Кравца, Д. П. Луцика и П. М. Вакалюка. Все они в разное время заведовали кафедрой терапии ИФГМИ.
Однако основателем Прикарпатской терапевтической школы считают Е. М. Нейко, который возглавил кафедру госпитальной терапии в 1972.
Представители этой школы в 2010-х: терапевты — Л. В. Глушко, Н. Н. Середюк; кардиологи — И. Г. Купновицкая, И. П. Вакалюк; гастроэнтерологи — В. Е. Нейко; эндокринологи — В. И. Боцюрко и медицинские генетики — Л. Е. Ковальчук.
Её приоритеты: разработка новых методов диагностики, профилактики и лечения важнейших неинфекционных заболеваний: артериальной гипертензии, ИБС, язвы желудка, хронических гепатитов, ХОБЛ, ревматических болезней.

## Структура университета

Корпус кафедр нормальной анатомии, судебной медицины, ОП и ТА, биологии и гистологии

Корпус кафедр микробиологии и языковедения

Кафедра терапии и семейной медицины Факультета последипломного образования

### Медицинский факультет
Декан: д. м. н., профессор — Яцишин Р. И. (2011). Термин образования — 6 лет, магистр. Специальности — лечебное дело и педиатрия, Физиотерапия, эрготерапия, бакалавр, термин образования - 4 года. 

### Стоматологический факультет
Декан: к. м. н., доцент Бугерчук О. В (2011). Термин образования — 5 лет, магистр. Специальности — стоматология

### Фармацевтический факультет
Декан: д. ф.. н., профессор Мойсеенко Н. И (2011). Термин образования — 4,5-5-5,5 лет. Специальности — фармация, магистр. Присутствует заочная форма обучения.

### Учебно-научный институт последипломного образования
Директор: к. м. н., доцент Пелехан Л.И. (2011). Интернатура с 21 врачебной и фармацевтической специальности, ПАЦ, ТУ, клиническая ординатура

### Факультет подготовки иностранных граждан
Декан: к. м. н., доцент Соломчак Д. Б (2011)., магистерские программы - 6 лет обучения, Лечебное дело, 5 лет - Стоматология, Фармация
Обучение иностранных граждан в Ивано-Франковском национальном медицинском университете проводится с 1992 года. К тому времени в университете учились выходцы из России, Румынии, Пакистана, Камеруна. На протяжении десяти лет общее количество иностранных студентов ежегодно не превышало двух десятков. Это объяснялось объективными причинами: во времена Советского Союза Ивано-Франковская область была закрыта для свободного посещения иностранными гражданами и Украина, как молодое самостоятельное государство, не была известна на мировом рынке образовательных услуг. Благодаря стараниям руководства университета с 2002 число студентов-иностранцев прогрессивно возрастало, а в 2010/2011 учебном году на факультете обучается 857 иностранных граждан из 44 стран мира (Иордании, Болгарии, Малайзии, Ирака, Сирии, Палестины, России, Канады, Польши, Ливана, Намибии, Индии, Египта, Дании, Ирана, Йемена, Камеруна, Ливии, Марокко, Нигерии, Судана, США, Танзании, Туниса, Турции, Туркменистана, Уганды, Австралии, Алжира, Анголы, Беларуси, Бразилии, Ганы, Гвинеи, Габона, Гренады, Замбии, Кении, Конго, Латвии, Маврикия и Германии).
На нынешний день Ивано-Франковский государственный медицинский университет входит в шестерку высших медицинских учебных заведений Украины, дипломы которых признаются в Иордании, Палестинской автономии и других странах Ближнего Востока. На очереди — признание университета в Королевстве Малайзия.
С 2003 года открыто подготовительное отделение с лицензированным объёмом приема 300 человек, где проводится обучение по двум профилям: медико-биологическим и инженерно-техническим.
Иностранные граждане в Ивано-Франковском национальном медицинском университете учатся в три этапа: довузовская подготовка (изучение языка и фундаментальных дисциплин) — додипломное образование по основным специальностям (лечебное дело, педиатрия, стоматология, фармация, сестринское дело, стоматология ортопедическая) — последипломное образование (обучение в магистратуре, клинической ординатуре, аспирантуре).
Учитывая евроинтеграционные процессы, имеющие место в государстве, в том числе — и в области образования, с 2004 года в Ивано-Франковском национальном медицинском университете проводится обучение также и на английском языке.
Важным элементом учебного процесса является культурный досуг. Ректоратом университета созданы надлежащие условия для занятий спортом (ежегодные чемпионаты по футболу на первенство факультета) и художественной самодеятельностью (творческие вечера национальных коллективов).
К услугам иностранных студентов современные учебные аудитории и лаборатории, библиотека, компьютерные классы с доступом в Интернет, тренажерные и спортивные залы, бассейн, центр досуга, базы отдыха в Карпатах и на побережье Чёрного моря. Иностранным студентам гарантируются все права и свободы в соответствии с действующим Законодательством Украины и Устава университета.

## Учебно-вспомогательные подразделения университета

### Учёный совет
Высший орган управления ИФНМУ — ученый совет. Срок полномочий Ученого совета — 5 лет. Руководствуясь принципами гласности, Ученый совет обеспечивает возможность широкого обсуждения и совместного с обществом решения проблем вуза и перспектив его развития.

### Ректорат
Ректорат является органом исполнительной власти университета. Во главе его стоит ректор; в состав ректората также входят пять проректоров: первый проректор, проректор по учебной работе, проректор по научно-педагогической и лечебной работе, проректор по научно-педагогической лечебной работе (международные связи), проректор по АХЧ.

### Перечень клинических баз университета
1. Областная клиническая больница;
2. Областной клинический кардиологический диспансер;
3. Областная детская клиническая больница;
4. Областная клиническая инфекционная больница;
5. Областной перинатальный центр;
6. Областной фтизио-пульмонологический диспансер;
7. Областной психиатрический диспансер № 3;
8. Областной кожно-венерологический диспансер;
9. Городская психиатрическая больница;
10. Городской кожно-венерологический диспансер;
11. Центральная городская больница;
12. Городская детская больница;
13. Городская клиническая поликлиника № 1;
14. Городская клиническая поликлиника № 2;
15. Городская клиническая поликлиника № 3;

Роддом Ивано-Франковска
Областной и городской кожвендиспансер Ивано-Франковска

#### Университетская клиника
С 12 сентября 2005 функционирует клиника университета. Структурированная функционально-диагностическим отделением, лабораторией, пищеблоком, терапевтическим стационаром на 60 коек. Лечебную работу обеспечивают доценты кафедры факультетской терапии и кафедры пропедевтики по направлениям: пульмонология, аллергология, кардиология, гастроэнтерология, нефрология, диагностика. В отделении функционирует кабинет УЗИ, эндоскопический, проводится дыхательный тест на определение Helicobacter pylori, эндоскопическая pH-метрия, ЭКГ, работает общеклиническая и биохимическая лаборатория, физиотерапевтическое отделение. Хорошие бытовые условия стационара: палаты на 2 места, 4-х разовое питание. Консультативная работа осуществляется ежедневно ведущими специалистами медицинского университета. В клинике функционируют кабинеты: ЛОР-специалиста, окулиста, стоматолога, гинеколога. На базе отделения проводится учебный процесс кафедры пропедевтики, факультетской терапии, ЛОР, глазных болезней и реаниматологии. Госпитализация больных в клинику проводится по направлению участковых терапевтов, поликлиник районов области, преподавателей университета, студенческой поликлиникой. В клинике пролечено более 2000 больных.

### Библиотека

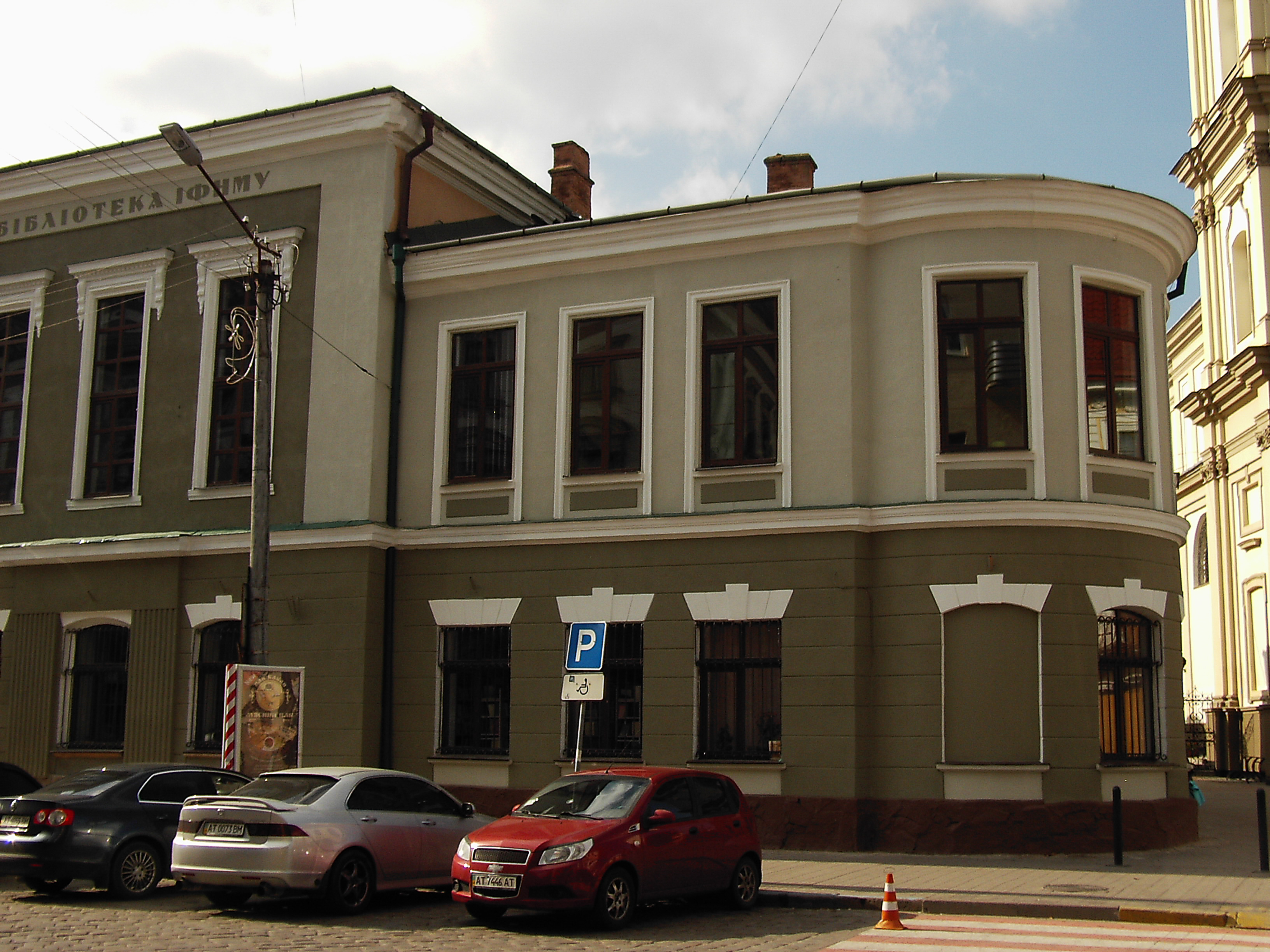
Библиотека ИФНМУ

Библиотека Ивано-Франковского национального медицинского университета начала свою деятельность в 1945 как библиотека Станиславского медицинского института. Название библиотеки изменялась в соответствии с изменениями названия университета.
Книжный фонд библиотеки многоотраслевой и насчитывает около 400 тысяч экземпляров литературы. Из них почти 180 тысяч — научной литературы, 200 тысяч — учебной литературы и около 800 наименований периодических изданий. В библиотеке 6439 читателей, ежегодно её посещают 200 тысяч пользователей, книговыдача — около 500 тысяч экземпляров.
Наибольшим структурным подразделением библиотеки является отдел обслуживания пользователей. В его состав входит 8 подразделений. Литература выдается бесплатно. Ежедневно услугами отдела пользуется около 800 читателей.
Справочно-библиографический отдел — информационный центр, где собраны справочно-библиографический аппарат библиотеки (каталоги, картотеки, библиография), что даёт полное представление о фонде библиотеки и позволяет читателям выбрать и заказать нужную информацию. Справочный фонд отдела насчитывает до 20 тысяч экземпляров.
На сегодняшний день в библиотеке 23 компьютера, 2 принтера. Из них: 16 компьютеров для студентов в центральном читальном зале, а 7 компьютеров — в отделах библиотеки. Внедрено программное обеспечение «УФД/Библиотека», установлена компьютерная сеть, которая имеет доступ в Интернет, начата работа по созданию электронного каталога.

### Пресса
Ректорат университета совместно с Управой Украинского Врачебного Общества стали основателями журнала «Галицкий врачебный вестник», наряду с которым успешно функционирует научно-практический журнал «Архив клинической медицины».

### Общежития
Имеется 4 общежития.

Общежитие №1. Построено в 1986
Общежитие №2. Построено в 1986

## Международные связи
ИФНМУ поддерживает связи со следующими лечебными вузами мира:
1. Беларусь: Белорусский государственный медицинский университет;
2. Болгария: Медицинский университет Софии[англ.];
3. Ирак: Стоматологический колледж Мосульского университета;
4. Италия: Университет Генуи;
5. Малайзия: Колледж Линкольна;
6. Молдова: Государственный университет медицины и фармакологии имени Николая Тестемицяну;
7. Польша: Жешувский университет;
8. Россия: Ижевская государственная медицинская академия;
9. Румыния: Университет Орадя[англ.];
10. Таджикистан: Таджикский государственный медицинский университет;

Кроме того, университет состоит в Европейской Медицинской Студенческой Ассоциации.